# Madurai Airport
Madurai Airport är en flygplats i Indien.   Den ligger i distriktet Madurai och delstaten Tamil Nadu, i den södra delen av landet, 2 100 km söder om huvudstaden New Delhi. Madurai Airport ligger 139 meter över havet.
Terrängen runt Madurai Airport är platt. Runt Madurai Airport är det ganska tätbefolkat, med 239 invånare per kvadratkilometer. Närmaste större samhälle är Madurai, 9,6 km norr om Madurai Airport. Trakten runt Madurai Airport består till största delen av jordbruksmark.